# 9/10-Regelung
Die 9/10-Regelung ist eine Bestimmung des deutschen Krankenversicherungsrechts.
Diese Regelung wird bei Personen angewandt, die eine gesetzliche Rente beantragen und gleichzeitig eine gesetzliche Krankenversicherung fortführen oder beginnen wollen.
Es wird geprüft, ob während der zweiten Hälfte der Zeitspanne zwischen der erstmaligen Aufnahme einer Erwerbstätigkeit und dem Zeitpunkt des voraussichtlichen Rentenbeginns mindestens zu neun Zehntel eine Mitgliedschaft in der gesetzlichen Krankenversicherung als Mitglied, als Familienversicherter oder im Rahmen einer Anwartschaftsversicherung vorgelegen hat.
Personen, die die vorgenannten Voraussetzungen erfüllen, sind nach § 5 Abs. 1 Satz 1 Punkt 11 SGB V über die Krankenversicherung der Rentner (KVdR) in der gesetzlichen Krankenversicherung pflichtversichert. Andernfalls hat man sich entweder freiwillig oder privat zu versichern. Personen, die die vorgenannten Voraussetzungen erfüllen, und freiwillige Mitglieder sind, sind aufgrund § 240 Abs. 4 Satz 3 SGB V von der Mindestbeitragsregel nach Satz 1 auszunehmen.
Seit dem 1. August 2017 gilt die folgende Regelung, die den Zugang zur Krankenversicherung der Rentner erleichtert: Für jedes leibliche, Adoptiv- oder Pflegekind werden zukünftig pauschal drei Jahre auf die Vorversicherungszeiten angerechnet. Dabei spielt es keine Rolle, von wem das Kind tatsächlich betreut wurde. Die Krankenkassen prüfen dies bei Altfällen nur auf Antrag der betroffenen Person.

## Hintergrund und Kritik
Der gesetzgeberische Wille dieser Regelung ist, dass Versicherte nicht in der Arbeitsphase von geringen Beiträgen der privaten Versicherung profitieren, um dann in der Altersruhephase vom Solidarsystem, in das sie selbst weniger eingezahlt haben, zu profitieren.
Die Regelung wurde wiederholt gerichtlich überprüft und im Grundsatz wiederholt bestätigt.
So erklärte beispielsweise das Landessozialgericht Sachsen-Anhalt mit Entscheidung vom 10. August 2008 unter Berufung auf eine Grundsatzentscheidung des Bundesverfassungsgerichts vom 15. März 2000

„Gegen das Erfordernis einer Vorversicherungszeit gemäß § 5 Abs. 1 Nr. 11 SGB V i.d.F. durch das GRG bzw. seit dem 1. April 2007 nach dem GKV-Wettbewerbsstärkungsgesetz 2007 bestehen nach Auffassung des Senats auch keine verfassungsrechtlichen Bedenken. So hat das Bundesverfassungsgericht in dem bereits zitierten Beschluss vom 15. März 2000 (a.a.O.) die ursprüngliche 9/10 Regelung ohne Einschränkung auf Pflichtversicherungszeiten verfassungsrechtlich nicht beanstandet.“